# Kompleks Musalla
Kompleks Musalla (paštunsko مصلی مجتمع, latinizirano: Musalay Mojtame'), znan tudi kot Gavhar Šad Musallah, je nekdanji islamski verski kompleks v Heratu v Afganistanu, ki vsebuje primere timuridske arhitekture. Večji del kompleksa iz 15. stoletja je danes v ruševinah, stavbe, ki še vedno stojijo, pa je treba obnoviti. Kompleksne ruševine sestavljajo pet minaretov Musallah v Heratu, mavzolej Mir Ali Šer Navai, mavzolej Gavhar Šad ter ruševine velike mošeje in kompleksa medres.
Gradnja kompleksa se je začela leta 1417 pod kraljico Gavhar Šad, ženo timuridskega vladarja Šaha Rukha in končala v poznem 15. stoletju z gradnjo medrese, ki jo je zgradil sultan Husein Bajkara. Resno je bil poškodovan leta 1885 med incidentom v Pandždehu, ko je britanski in vladajoči afganistanski emir porušil večino kompleksovih stavb. Zaradi potresov in vojne so tekom 20. stoletja padli štirje dodatni minareti.

## Zgodovina
Šah Rukh je Herat leta 1405 naredil za prestolnico Timuridskega cesarstva in ga preselil iz Samarkanda. Kompleks je nato naročila timuridska kraljica Gavhar Šad, gradnja pa se je začela leta 1417, verjetno pod vodstvom arhitekta Kavamad-Dina iz Širaza, ki je zgradil podobno medreso tudi v Kar Gerdu. Medresa je bila zgrajena med letoma 1417 in 1426, verjetno že okoli 1432. Kompleks je imel dva minareta ob vzhodni fasadi na obeh straneh glavnega vhoda in mavzolej v severozahodnem kotu. Mošeja je bila dokončana leta 1437. Medresa sultana Huseina Bajkare, imenovana Madresa Ni'matija, je bila zgrajena nekje med letoma 1469 in 1506, verjetno okoli leta 1493 (898 po hidžri).
Kompleks Musalla je bil v poznem 19. stoletju močno poškodovan. Zaradi topniškega ognja so bili leta 1868 uničeni vrhovi minaretov.
Nato so med incidentom v Pandždehu leta 1885 ruski vojaki napadli afganistanske vojake jugovzhodno od Merva. Večino stavb v kompleksu so Britanci in emir Abdur Rahman Kan zravnali z zemljo, da bi preprečili Rusom, da bi stavbe uporabili kot kritje. Samo mavzolej Gavhar Šad in devet od prvotnih dvajsetih minaretov so smeli ostati. Heratijevi so zaprosili Abdurja Rahmana, naj reši kompleks, a je odgovoril, da je reševanje živih pomembnejše od reševanja počivališč mrtvih. Končno je bila kriza rešena in spopadi niso nikoli izbruhnili, zaradi česar je bilo uničenje nepotrebno. Devetim minaretom in dvema mavzolejema je bilo prihranjeno uničenje.
Potres leta 1932 je uničil dva od štirih minaretov mošeje, drugi potres leta 1951 pa je uničil še enega, tako da je ostal samo eden. Leta 2021 je ostalo samo pet od prvotnih dvajsetih minaretov v kompleksu.
Kompleks sta v 1930-ih obiskala in fotografirala potopisca Robert Byron in Annemarie Schwarzenbach. Byronova knjiga Pot do Oksiane omenja minarete in razpravlja o zgodovini Timuridov. Mavzolej 'Ali Šir Navai je bil ponovno zgrajen leta 1950.

## Prizadevanja za ohranitev
Do 20. stoletja je bil mavzolej močno poškodovan, zlasti kupola je bila močno dotrajana. Poseg v 1950-ih, ki ga je nadzoroval in vodil Fikri Saljuqi, je povzročil drastično spremembo videza stavbe, z izgradnjo povsem nove vzhodne fasade in delno nove južne fasade, šesterokotni mihrab pa je bil porušen in nadomeščen s pravokotnim. Notranjost kupole je bila okrašena, na zunanje stene pa so bili nameščeni mozaiki do višine enega metra. Obnova in popravila mavzoleja so bila pogosto slabe kakovosti z uporabo neustreznih materialov.
Organizacija Združenih narodov za izobraževanje, znanost in kulturo (UNESCO) je skupaj z italijanskim arhitektom Andreo Brunom začela s predhodnimi prizadevanji za ohranjanje in restavriranje v letih 1974–1975. Dela na minaretih medrese Nicmatija so se začela aprila 1977. Leto kasneje se je v sodelovanju z vlado Demokratične republike Afganistan začela strukturna ojačitev. Njegov namen je bil obnoviti fajansno dekoracijo in preprečiti erozijo zidu. Delo je bilo upočasnjeno zaradi pomanjkanja jeklenih cevi. Medtem ko je bila skoraj dokončana obnova mošeje, sta upor v Heratu marca 1979 in posledično zatiranje povzročila konec del. UNESCO se je leta 1989 za kratek čas vrnil, da bi pregledal situacijo.
Med sovjetsko-afganistansko vojno so mavzolej in minareti utrpeli dodatno škodo. Herat je bil med vojno edino urbano bojišče in zgodovinske stavbe so bile pogosto tarča zniževanja morale. Streha mavzoleja je bila porušena v letih 1984–1985 in je izgubila več strešnikov, zlasti na severnem in zahodnem delu. Na dnu kupole je bila pisava v Kuficu na vzhodni strani delno uničena, na severni pa je popolnoma izginila. Vzhodno fasado iz leta 1950 je zadela granata in je bila sanirana z navadno opeko. Dokazi o nekdanjih povezavah z medreso na vzhodu in jugu so bili uničeni. Njena notranja kvadratna komora je ostala v dobrem stanju. Zadnji minaret, ki je stal na vogalih mošeje, je v tem obdobju skoraj popolnoma uničila sovjetska težka artilerija, tako da je ostalo le 12 m njegovega podstavka. Poškodovan je bil tudi srednji minaret, pri čemer so ploščice v najboljšem stanju na južni strani in delno ohranjene na vzhodni strani. Podpore balkona so bile uničene, granate pa so zadele minaret. Dvometrska luknja je nastala 17 m navzgor in razkrila stopnišče v notranjosti. Nastala je tudi brazgotina dva metra pod luknjo. Vzhodni minaret v jugovzhodnem vogalu je bil najbolj prizadet od štirih vzhodnih minaretov: havbice so naredile dve luknji 30 m nad tlemi in 2 metra v premeru. Nadaljnja popravila sta izvedla Danski odbor za pomoč afganistanskim beguncem (DACAAR) in WFP med letoma 1992 in 1994. DACAAR je dodal zidanje in pokril kupolo mavzoleja skupaj z osnovo s tanko plastjo cementa.
Leta 2001 je Društvo za ohranjanje afganistanske kulturne dediščine (SPACH) izvedlo nujna ohranitvena dela. Ta prizadevanja so vključevala postavitev zidov za zaščito mavzoleja in medrese sultana Huseina, obnovo vrtne krajine ob mavzoleju in ukrepe za preprečitev propada preostalega minareta medrese Gavhar Šad. Leta 2014 sta se UNESCO in afganistanska vlada uskladila, da bi poskušala ohraniti in posnemati ploščice na zunanji kupoli. UNESCO še razmišlja o imenovanju Herata za svetovno dediščino.
Med okupacijo Afganistana so sovjetske čete to mesto uporabljale kot oporišče. Mudžahidi so začeli z napadi na čete, ki so bile tam nameščene, sovjetske sile pa so položile protipehotne mine okoli podnožja minaretov. Leta 2015 je nevladna organizacija za odstranjevanje min The HALO Trust začela delati na območju miniranja po nesreči, v kateri je mladenič, ki je igral nogomet, stal na protipehotni mini in izgubil nogo. Najdišče je bilo do maja 2016 očiščeno min.
Leta 2020 je Razvojna mreža Aga Khana predsedniku Afganistana obljubila, da bo obnovila minaret, ki mu grozi zrušitev. To delo se zaključuje z delom Aga Khan Trust for Culture.

## Opis
Timuridi so zgradili kompleks sprva severno od mesta vzdolž avenije Khijaban 1,6 km severno od Darvaza-ji Malik. Lokacija je bila primerna zaradi neposredne bližine kraljeve rezidence v Bagh-i Zaghan. Leta 2015 je mesto obkrožalo predmestje Herata. Kompleks je bil osredotočen okoli musale 106 m × 64 m. Notranje dvorišče je imelo štiri ivane, okoli njega sta šli dve arkadi. Medresa z mavzolejem v njenem kotu je bila zgrajena ob severozahodni mošeji. Medresa Husein Bajkara je bila zgrajena severozahodno od medrese Gavhar Šad. Med ruševinami medres je bil tudi mavzolej Ali-Šir Navaija. Nasproti mavzoleja Gavhar Šad je bila grobnica šejka Zadeha Abdalaha. Abdalahova grobnica je bila osmerokotna s štirimi ivani, pri čemer je bil severni ivan največji.

### Minareti
Kompleks je včasih imel 20 minaretov, okrašenih s ploščicami v zapletenih vzorcih in dizajnih. Do leta 2002 je imelo pet preostalih minaretov Musalla v Heratu ploščice raztresene po tleh.
| Oznaka | Lega        | Višina  | Nagnjenost}} |
| ------ | ----------- | ------- | ------------ |
| M1     | Jugozahod   | 51,83 m | 70 cm        |
| M2     | Severozahod | 54,75 m | 50 cm        |
| M3     | Severovzhod | 58,23 m | 200 cm       |
| M4     | Juhovzhod   | 58,72 m | 170 cm       |

Vsak od minaretov je visok 55 metrov, pripet z jeklenicami.
Devet stolpov je preživelo dogodke leta 1885, vendar so jih eksplozije strukturno oslabile in so v naslednjih nekaj letih ostali zanemarjeni zaradi negotovih političnih razmer. Nobenih popravil ali obnov ni bilo, sčasoma pa so se zaradi strukturnih pomanjkljivosti, potresa in čiste dotrajanosti zrušili še štirje stolpi. Danes je ohranjenih le pet od prvotnih dvajsetih minaretov.
Štirje vzhodni minareti so stali na vogalih medrese Ni'matija sultana Huseina Bajkare, preden so jo porušili, in so orisovali dvorišče 103 m × 105 m. Imeli so vsak po en balkon in bili so bolj svetlo modri od štirih minaretov, ki so stali na zahodu. Ko so bili zgrajeni, so bili visoki vsaj 70 m. Zaradi vetra in temperaturnih sprememb se vsi nagibajo proti zahodu. Minareti so bili okrašeni s turkiznimi ploščicami, preden so jih uničili. Robert Byron je zapisal, da je »bilo, kot da bi človek videl nebo skozi mrežo sijočih las, nenadoma posejanih z rožami«. Nad vhodom sta bila tudi dva visoka loka, upodobljena leta 1887. V bližini je nagrobnik Bajkarinega dedka, imenovan Kamen sedmih peres.
Štirje minareti na zahodu so stali na vogalih nekdanje mošeje in so orisovali dvorišče 350 m × 210 m. Ti so bili širši, osemstrani in so imeli po en balkon. Podpirale so jih bele marmorne plošče in grozdno modra barva. Trije so padli zaradi potresov v 20. stoletju. Preostali minaret, imenovan Minar-i Nahbas, je stal na jugozahodu. Pred sovjetsko-afganistansko vojno je bil visok 37,5 m. Fakhr-ul Madaris, verska šola s 350 učenci, je bila zgrajena okoli leta 1940 v njegovem vznožju, ki je vključila minaret v njeno severno fasado. Tako minaret kot šolo je leta 1985 uničilo sovjetsko topništvo in ostalo je le 12 m  podnožja minareta.
Srednji minaret z višino 42,40 m ima dva balkona in je bil okrašen z modrimi rombi, ločenimi z navadnimi opekami s cvetličnimi mozaiki. Vrh minareta (nad drugim balkonom) je bil zadet s topništvom in uničen. Pred sovjetsko-afganistansko vojno je imel naklon 90 cm, ki se je do leta 1998 povečal na 350 cm. Minaret je bil eden od parov, ki sta stala ob straneh vhoda v medreso.

### Mavzolej Gavhar Šad
Mavzolej je bil prvotno zgrajen za posmrtne ostanke princa Bajsunghurja, sina timuridskega vladarja Šaha Rukha in Gavhar Šad. Nekateri člani Bajsunghurjeve družine so bili pokopani poleg njega. Med njimi so bili sama Gavhar Šad in njen brat Amir Sufi Tarkhan, njen drugi sin Muhammad Juki, Bajsunghurjeva sinova Sultan Muhamed in Ala al-Davla ter slednji sin Ibrahim. V mavzoleju sta bila pokopana tudi bolj oddaljena Timurida, Ahmad in Šah Rukh (sinova Abu Sa'ida Mirze, ki je bil odgovoren za Gavhar Šadino usmrtitev). Tudi Bajsunghurjev oče Šah Rukh je bil na kratko pokopan, preden so ga kasneje premestili v Gur Emir v Samarkandu.
Mavzolej Gavhar Šad je visok 27 m. Leži med obema zahodnima minaretoma in je bil zgrajen v severozahodnem kotu medrese. Stavba ima križno obliko s kupolo, ki prekriva sredino. Ta kupola je najimpresivnejša značilnost stavbe, saj gre dejansko za tri kupole, postavljene ena čez drugo: nizko notranjo kupolo, čebulasto zunanjo kupolo in strukturno kupolo med njima. Zunanjo kupolo krasijo cvetlični svetlomodrozeleni mozaiki. Notranja kupola je okrašena z zlatimi lističi, lapis lazuli in drugimi barvami, ki tvorijo zapletene vzorce. Notranjost same grobnice je kvadratna komora z osnimi nišami.
Zaradi razširjene navade, da se nagrobniki jemljejo in ponovno uporabljajo, ni znano, koliko pokopov je v mavzoleju. Čeprav nekateri viri trdijo, da je bilo naenkrat celo dvajset nagrobnih znamenj, jih je trenutno le šest. Ležijo v središču prostora, so podolgovate oblike in izdelani iz mat črnega kamna, na njih pa so vklesani cvetlični vzorci. Obstajata dva večja kamna, trije manjši kenotafi in grobnica v velikosti otroka.<ref>Byron, Robert (1937). The Road to Oxiana. Macmillan and Co. Ltd. str. 97–103.</ref

Leta 1998 so nekatere predmete umestili v notranjost mavzoleja, da bi jih ohranili in preprečili rope. Vključujejo dvanajst marmornih plošč velikosti 100 cm × 60 cm, del podnožja minareta, ki se dviga iz mošeje, veliko ploščo s sedmimi vrsticami pisanja in druge marmorne plošče.

== Galerija ==
<gallery mode="packed">
File:CH-NB - Afghanistan, Herat- Musalla-Komplex2 - Annemarie Schwarzenbach - SLA-Schwarzenbach-A-5-19-162 (cropped).jpg|Fotografija Annemarie Schwarzenbach, 1939
File:CH-NB - Afghanistan, Herat- Musalla-Komplex - Annemarie Schwarzenbach - SLA-Schwarzenbach-A-5-19-164.jpg|Fotografija Annemarie Schwarzenbach, 1939
File:2009 Musalla Complex Herat Afghanistan 4112214896.jpg|Notranjost kupole, 2009
File:Gawhar shad-1417-2.jpg|Uničen mavzolej Gavhar Šad
File:CH-NB - Afghanistan, Herat- Musalla-Komplex - Annemarie Schwarzenbach - SLA-Schwarzenbach-A-5-19-173 (cropped2).jpg|Preostali minareti v letih 1939–1940
File:2009 Musalla Complex Herat Afghanistan 4112214558.jpg|Mavzolej leta 2009
File:2009 Herat Afghanistan 4072962142.jpg|Stojnice za zelenjavo pri ruševinah, 2009
File:2009 Musalla Complex Herat Afghanistan 4112214218.jpg|Minaret leta 2009
File:Musalla Complex in 2009.jpg|Novo posajena drevesa v kompleksnem vrtu, 2009
File:Gawharshad Musalla D60.jpg|Minaret leta 1962
File:Herat 6918a.jpg|Minaret leta 1969
File:Minarety - Herat - 001467s.jpg|Lokacija leta 1975
File:Herat 6961a.jpg|Obzorje Herata z minareti Musallah, 1969
File:2009 view Herat Afghanistan 4072191719.jpg|Obzorje Herata z minareti Musallah, 2009
File:Herat Panorama1.jpg|Panorama ruševin
File:Herat Remains of Musallah complex.jpg|Promet na cesti blizu minaretov Herat, 2005
File:2009 view Herat Afghanistan 4072191719.jpg|Obzorje Herata z minareti Musallah, 2009
File:Gawharshad Musalla D60.jpg|Kompleks Musalla — kompleks islamskih struktur v timuridskem slogu iz 15. stoletja, 1962
File:CH-NB - Afghanistan, Herat- Musalla-Komplex - Annemarie Schwarzenbach - SLA-Schwarzenbach-A-5-19-172.jpg|Minareti v letih 1939–1940
File:CH-NB - Afghanistan, Herat- Musalla-Komplex - Annemarie Schwarzenbach - SLA-Schwarzenbach-A-5-19-164.jpg|Otroci počivajo ob minaretu, Annemarie Schwarzenbach, 1939
</gallery>